# Blödheit
Der Ausdruck Blödheit bedeutete in seiner Sprachentwicklung unter anderem Schwäche, Schüchternheit oder Ungeschicklichkeit und wird heute oft gleichgesetzt mit Dummheit. Die Verwendung des Wortes im Hinblick auf die Charakterisierung einer Person ist heute herabmindernd und häufig beleidigend.
Pierers Universal-Lexikon von 1857 unterscheidet bei dem Begriff zwischen „der Schwäche des Verstandes, welche eine Unklarheit u. Verworrenheit der Vorstellungen veranlasst“, und einer Blödheit „die aus Mangel an Selbstvertrauen entsprungene Furchtsamkeit im geselligen Umgange, Ängstlichkeit durch sein Benehmen gegen den Tact od. die seine Sitte zu verstoßen“. In Kirchner/Michaëlis Wörterbuch der Philosophischen Grundbegriffe wird Blödigkeit als „die aus Urteilsschwäche und Mangel an Selbstvertrauen entspringende Schüchternheit im Verkehr mit anderen“ beschrieben. Knaurs Wörterbuch über Bedeutung, Herkunft etc. von 1985 unterscheidet zwischen Blödheit einmal als Schwachsinn, dann als Dummheit und schließlich als eine Beschaffenheit. Letzteres findet Anwendung beispielsweise in der Bemerkung, dass ein Text an Blödheit nicht zu übertreffen sei.

## Wortgeschichte
Sprachgeschichtlich leitet sich Blödheit von althochdt. blodi, „schwach, kraftlos“ bzw. mittelhochdeutsch blœde, „schwach, zart; auch atrophisch, schwächlich, gebrechlich“ ab. Im dänischen Wort blød hat sich die Bedeutung „weich“ bis heute erhalten.
Das Suffix -heit hat sich in Verbindung mit Adjektivstämmen in althochdeutscher Zeit zur beliebtesten Möglichkeit, Abstrakta zu bilden, entwickelt (vgl. Eigenschaftsnominalisierung). (In Konkurrenz zu -heit stand schon damals das Suffix -ung, das aber vorzugsweise an Verbalstämme angehängt wurde; vgl. Ereignisnominalisierung oder Ereignisabstraktum).
-heit stammt vom germanischen Wort *haidu-, „Art und Weise, Erscheinung“ ab, das im Althochdeutschen zu heid/heit wurde und im 8. und 9. Jahrhundert als Übersetzungsmöglichkeit für die lateinischen Wörter persona und sexus dienen konnte. Blödheit ist also ein typisches Beispiel für eine Eigenschaftsnominalisierung. Das entsprechende Ereignisabstraktum wäre Verblödung.
Varianten sind Blödigkeit (mittelhochdeutsch noch für „Schwäche“, als kopfblödigkeit dann „Gedächtnisschwäche, Demenz, Desorientiertheit, Debilität, Psychose“) sowie als Adjektiv blödsinnig und blöde.

## Blödheit als Schwäche
Zeitweise beschränkte sich die Bedeutung von Blödheit und blöde noch auf die alte Vorstellung von der Kraftlosigkeit oder Schwäche, die bei diesem Wort offenbar immer mitschwingt:

„Sie zogen weiter und fanden einen am Weg sitzen, der hatte die Augen zugebunden.

Sprach der Königssohn zu ihm: ‚Hast du blöde Augen, dass du nicht das Licht sehen kannst?‘“

In Fontanes Effi Briest ist zu lesen:

„[…] sie war damenhafter als die beiden anderen, dafür aber langweilig und eingebildet, eine lymphatische Blondine, mit etwas vorspringenden, blöden Augen, die trotzdem beständig nach was zu suchen schienen, weshalb denn auch Klitzing von den Husaren gesagt hatte: ‚Sieht sie nicht aus, als erwarte sie jeden Augenblick den Engel Gabriel?‘ […]“

Hier werden zunächst körperliche Merkmale beschrieben, allerdings zumindest in den beiden letztgenannten Zitaten nicht ausschließlich. Das Auge gilt als einer der ausdrucksfähigsten Körperteile des Menschen, als Eingang zu seiner Seele, und lässt auch auf seinen Geisteszustand und seine geistige Aufnahmefähigkeit schließen. Ähnlich liegt der Fall in Genesis Kap 29.
Die imbecillitas intellectus nostri bei Thomas von Aquin kann dementsprechend auch mit Blödheit und Stumpfheit unserer Erkenntniskraft übersetzt werden.
Blödheit wurde, auch ohne Berücksichtigung besonderer körperlicher Merkmale bzw. des Blicks einer Person, auch zu einem Wort für Geistesschwäche oder Idiotie (vgl. mittelhochdeutsch kopfblödigkeit und blödigkeit des haupts). Von hier aus kam es dann zu unserem heutigen Wortverständnis. In E. T. A. Hoffmanns Der Sandmann etwa macht sich das Publikum über die Automatenpuppe Olimpia lustig. Da es nicht erkennt, dass deren Wortkargheit auf ihrer Künstlichkeit beruht, beurteilt es Olimpia als blöde Person.
Noch deutlicher wird die Konnotation der Unzurechnungsfähigkeit – mit den entsprechenden juristischen Konsequenzen – in Jaroslav Hašeks Schwejk: „Er schaute blutdürstig auf Schwejk und sagte: »Benehmen Sie sich nicht so blöd!« »Ich kann mir nicht helfen«, antwortete Schwejk ernst, »man hat mich beim Militär wegen Blödheit superarbitriert. Ich bin amtlich von der Superarbitrierungskommission für einen Idioten erklärt worden. Ich bin ein behördlicher Idiot.«“
Heute würde man keinem Menschen mit einer kognitiven Behinderung mehr „Blödheit“ unterstellen, da das Wort inzwischen als Beschimpfung gilt. Blödheit muss sich aber nicht auf das Individuum beschränken. Es gibt auch das Phänomen, dass eigentlich intelligente Menschen, wenn sie sich in Gruppen zusammentun, zum Beispiel in Teams, Unternehmen, Parteien etc., zusammen blöder agieren, als sie es vermutlich als Individuum tun würden: Man hat sich auf den kleinsten gemeinsamen Nenner geeinigt.

## Blödheit im Recht
„Blödheit“ als seelische Eigenschaft wurde in der Vergangenheit in der Rechtssprache benutzt, um einer Person Unzurechnungsfähigkeit wegen bestimmter seelischer Schwächen zuzuschreiben (Dies kann in bestimmten Fällen zu begünstigter Behandlung führen):

„menschen, welchen das vermögen, die folgen ihrer handlungen zu überlegen, ermangelt, werden blödsinnig genannt“

„Item, ob ain raisender von plöttigkeit wegen oder ain schwangere frau ain weinbeer auf der straaß abbrech, die seint darumb nichtß schuldig.“

## Blödheit im Sprachgebrauch
Die ursprüngliche Wortbedeutung der Blödheit als Schwäche oder Scheu wird noch in der Redensart sich entblöden tradiert. Schon seit dem 17. Jahrhundert ist diese Form als sich entblöden, also die Schwäche abtun, sich erkühnen, sich erfrechen, bekannt, daneben in der gleichen Bedeutung sich nicht entblöden, was vermutlich auf eine Uminterpretation von sich entblöden als sich schämen zurückgeht.
In der Literatursprache des 19. Jahrhunderts wurde es auch mit der Bedeutung „(zu) schüchtern“ verwendet.
Das Substantiv Blödheit ist heute weit seltener in Gebrauch als das Adjektiv oder Adverb blöd. Dieses kann nicht nur dumm bedeuten, wie etwa in dem bekannten Werbeslogan Ich bin doch nicht blöd!, sondern in bestimmten Zusammenhängen auch unangenehm oder bedrohlich, zum Beispiel wenn jemand sagt, er habe ein blödes Gefühl. Auch mit Ausrufen wie Blöde Kuh! oder Blödmann! drückt man weniger ein Urteil über das intellektuelle Niveau seines Gegenübers aus, sondern erklärt ihn eher für lästig, störend oder auch albern.
Vielfach wird Blödheit als Synonym zur Dummheit gebraucht. Allerdings ist die Nähe zur früher Idiotie genannten geistigen Behinderung noch nicht völlig aus dem Sprachempfinden entschwunden.
In Wanders Deutsches Sprichwörter-Lexikon finden sich wenige Exemplare zum Thema – wie etwa:
- Die Blöden verlieren (in allen) alle Fehden
- Wer (beim Essen) zu blöd ist mit dem Munde, geht bald zu Grunde
- Blödigkeit ist dem Armen wenig nütz